# 風蝕

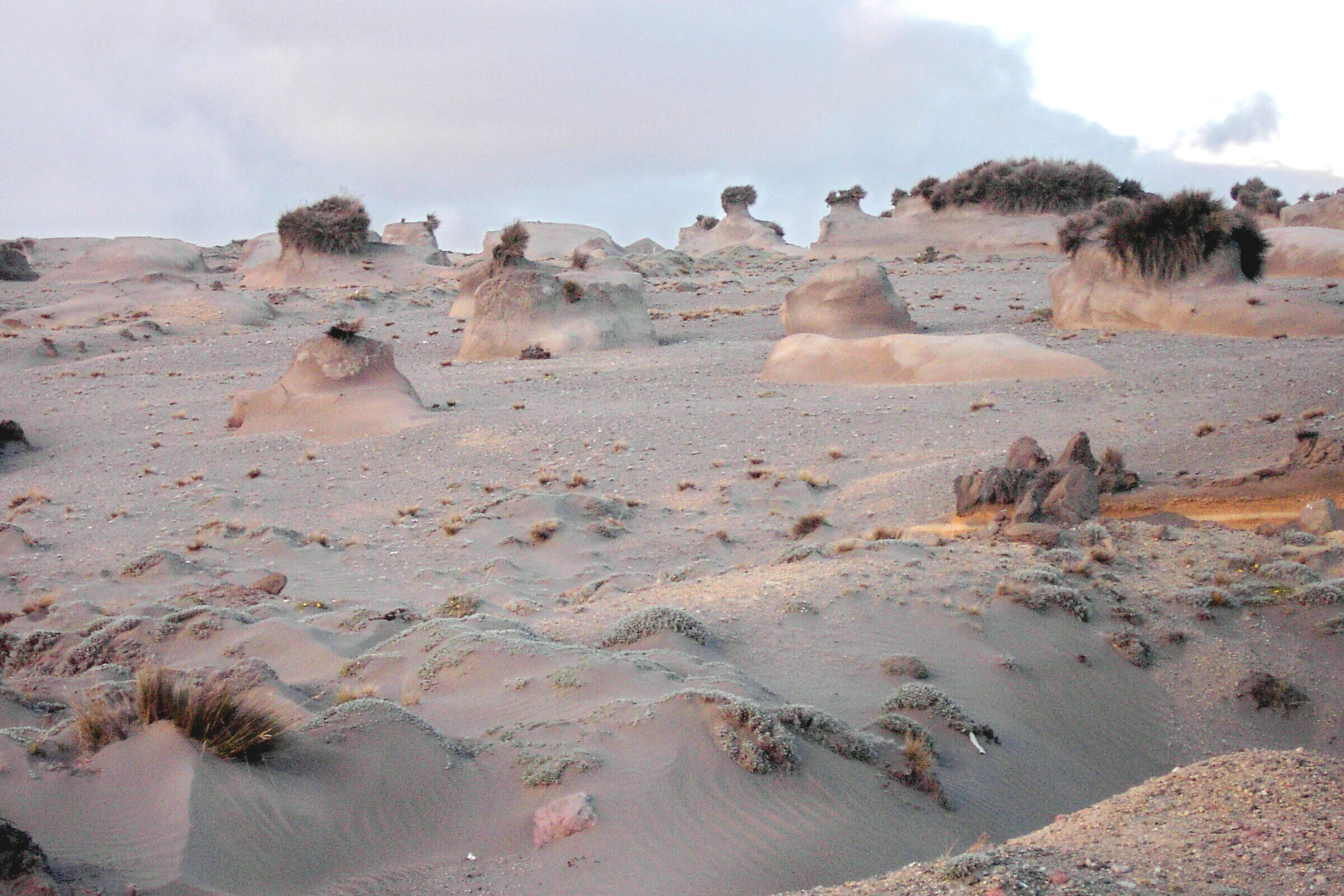
经过风蚀后的土壤。位于厄瓜多尔的钦博拉索山。

风蚀，是属于研究地理和天气中的风力活动，特别是风具有能够塑造地球（或者其他星球）表面的能力。风会侵蚀、运输和沉淀物质。特别是在植被稀疏区域，以及缺乏土壤水分和大量松散沉积物区域，风力起非常重要作用。水的侵蚀力比风更为强大，而风蚀过程主要在干旱的环境中，如沙漠。
在风蚀的转移过程中，粒子运输通过悬浮、跳跃并且沿着地面爬行。